# Bogen zur Erfassung der Sprachkompetenz von Kindern mit Deutsch als Zweitsprache
Der im Allgemeinen BESK-DaZ abgekürzte Bogen zur Erfassung der Sprachkompetenz von Kindern mit Deutsch als Zweitsprache ist ein Beobachtungsbogen zur Erfassung der Sprachkompetenz von Kindern mit Deutsch als Zweitsprache im Vorschulalter, die das Deutsche sukzessive (ab ca. 3 Jahren) erwerben. Seit Frühjahr 2010 wird BESK-DaZ – ergänzend zum BESK 4-5 für Kinder mit Deutsch als Erstsprache – zur Sprachstandsfeststellung in österreichischen Kindergärten eingesetzt.

## Aufbau
BESK-DaZ (Breit/Schneider/Wanka/Rössl, 2009) besteht aus drei Teilen, hat insgesamt 22 Kriterien und die Sprachstandsbeobachtung ist nicht an eine Verwendung spezieller Materialien oder Situationen gebunden. Die Kriterien werden im Kindergartenalltag (z. B. in Gesprächen) erhoben. Die Kriterien in den Teilen B und C des BESK-DaZ werden in einer systematischen Beobachtung erhoben und die Kriterien in Teil A werden in einem Gespräch mit den Bezugspersonen des Kindes erfasst. Im Handbuch zu BESK-DaZ werden für jedes Kriterium Vorschläge zu Methodik und Durchführung gegeben (Breit, 2009).
- A - Individuelle und familiäre Kontextdaten
- B - Lexikon/Semantik, Pragmatik/Diskurs und Sprachverhalten
- C - Syntax/Morphologie

### Teil A - Individuelle und familiäre Kontextdaten
Die Kontextdaten geben der Pädagogin/dem Pädagogen die Möglichkeit, Informationen von den Eltern über die sprachliche Entwicklung in der Erstsprache vor Eintritt in den Kindergarten zu erhalten. Erhoben werden Hintergrundinformationen zur Familie und zu der/den Familiensprache(n), Informationen über die erstsprachlichen Kompetenzen der Eltern und des Kindes, die Sprachpflege zu Hause sowie die Kontaktdauer und Intensität mit der deutschen Sprache.

### Teil B - Lexikon/Semantik, Pragmatik/Diskurs, Sprachverhalten
Teil B umfasst die Bereiche Lexikon/Semantik und Pragmatik/Diskurs, für die Punkte vergeben werden sowie das Sprachverhalten, das außer Konkurrenz beobachtet wird (vgl. Breit, S./Schneider, P./Wanka, R./Rössl, B., 2009 bzw. Breit, 2009):

#### Lexikon/Semantik
- Aufträge verstehen und ausführen
- Raumpräpositionen verstehen
- Verblexikon
- Ober- und Unterbegriffe

#### Pragmatik/Diskurs
- Bedürfnisse und Wünsche äußern
- Sprachliche Mittel einsetzen um andere zu einer Handlung zu veranlassen
- Erlebtes zusammenhängend, schlüssig erzählen
- Geschichte/Bildgeschichte nacherzählen

#### Sprachverhalten (ohne Punktwertung)
- Gespräche mit Pädagogin/Pädagogen
- Gespräche mit anderen Kindern
- Gespräche in der Großgruppe
- Gespräche in der Kleingruppe
- Verwendung der Erstsprache (Code-Switching)
- Beim Vorlesen zuhören

### Teil C - Syntax/Morphologie
Teil C des BESK-DaZ erhebt Kriterien zu Syntax/Morphologie und ist an ein linguistisches Phasenmodell gebunden (vgl. beispielsweise Thoma/Tracy, 2007; Grießhaber, 2005; Reich, 2008; Kemp/Bredel/Reich, 2008), das den Spracherwerb der Bereiche Syntax/Morphologie (Grammatik) des Deutschen anhand von fünf Phasen oder ‚Meilensteinen‘ beschreibt, die ein Kind mit Deutsch als Zweitsprache beim Zweitspracherwerb typischerweise durchläuft. Für das Deutsche sind Verbstellung und Stellung des Subjekts Indikatoren für die erreichte Phase. Die Erwerbsreihenfolge verläuft im Deutschen als Erst-  oder früher Zweitsprache ähnlich und kann (altersunabhängig) durch die Unterteilung in Phasen miteinander verglichen werden. Dabei läuft der Spracherwerb nicht immer linear ab, sondern die Phasen können sich auch überschneiden oder einzelne Phasen übersprungen werden. Neben den Kriterien zur Verbstellung wird zudem ein Kriterium zum obligatorischen Artikel erhoben. Da die Phasen aufeinander aufbauen, sind die ersten drei Kriterien in BESK-DaZ Abbruchkriterien: Erreicht ein Kind bei keinem dieser Kriterien Phase III, so ist die Erhebung der darauf folgenden Kriterien nicht zielführend und die Beobachtung kann an dieser Stelle abgebrochen werden. Das Kind kann zu einem späteren Zeitpunkt (nach ein paar Monaten) ein weiteres Mal beobachtet werden, um Fortschritte feststellen zu können. Die Kennzeichnung des korrekten grammatischen Geschlechts des Nomens durch den Artikel wird zudem zusammen mit der Verbstellung im Nebensatz außer Konkurrenz betrachtet, da der Erwerb dieser Kriterien bis ins Schulalter noch nicht abgeschlossen sein kann (vgl. Breit/Schneider/Wanka/Rössl, 2009 bzw. Breit, 2009):
- Verbzweitstellung im Aussagesatz (Abbruchkriterium)
- Satzklammer bei zweiteiligen Verben (Abbruchkriterium)
- Artikel: Verwendung des obligatorischen Artikels (Abbruchkriterium)
- W-Fragen verstehen und sinngemäß beantworten
- Verberststellung in Entscheidungsfragesätzen
- Inversion des Subjekts

außer Konkurrenz:
- Verbletztstellung im Nebensatz
- Kennzeichnung des grammatischen Geschlechts von Nomen

## Auswertung
Die Auswertung für Teil B und C des Bogens erfolgt zunächst separat für jeden Teil. In Teil B wählt die Pädagogin/der Pädagoge zwischen einer vierstufigen Kategorisierung immer, manchmal, selten und nie. Den Kategorien der Bereiche Lexikon/Semantik und Pragmatik/Diskurs sind Punktwerte von 3,2,1 und 0 zugeteilt, so dass sich ein Summenwert für diesen Teil errechnen lässt. Der Bereich Sprachverhalten wird außer Konkurrenz, also ohne Punktvergabe betrachtet. In Teil C werden zu jedem Kriterium die geschlossenen Antwortkategorien (fast) immer, manchmal und (fast) nie vorgegeben sowie mögliche Abweichungen, falls das Kind ein Kriterium nicht (fast) immer erfüllt. Der Kategorie (fast) immer sowie einigen der Abweichungen sind Phasen zugeordnet, die angeben, auf welcher Stufe sich das Kind im Spracherwerb des Deutschen befindet (vgl. Breit/Schneider/Wanka/Rössl, 2009). Der Förderbedarf richtet sich zum einen nach der erreichten Punktzahl in Teil B sowie andererseits nach der erreichten Phase in Teil C. Ein Kind das 16 Punkte oder weniger in Teil B und/oder noch nicht Phase IV in Teil C erreicht hat, benötigt eine spezifische Förderung im Erwerb des Deutschen (vgl. Breit, 2009).

## Verlaufserhebung
Da BESK-DaZ im Vorschulalter altersunabhängig zur Sprachstandsfeststellung von Deutsch als Zweitsprache eingesetzt werden kann, ist eine Verlaufsbeobachtung mit demselben Bogen möglich und wird von den Autorinnen nach ca. 6–10 Monaten nach der Erstbeobachtung empfohlen, um Fortschritte, Stagnationen oder Rückschritte frühzeitig erkennen und umgehend darauf reagieren zu können (vgl. Breit, 2009).

## Qualitätssicherung
Eine Überarbeitung und genaue Abstimmung des Instruments und des Handbuchs BESK-DaZ auf eine aufgrund von Evaluation, Gutachten und Rückmeldungen überarbeitete Version von BESK (Beobachtungsbogen zur Erfassung der Sprachkompetenz in Deutsch) ist für das Jahr 2010 geplant, der Einsatz der überarbeiteten Instrumente wird voraussichtlich ab Frühjahr 2011 möglich sein.